# Guittin
Guittin ( hébreu : גיטין  ) est un traité de la Mishna et du Talmud, et fait partie de l'ordre de Nashim. Le traité porte principalement sur les dispositions légales du divorce halakhique, en particulier, les lois relatives au guett (acte de divorce) bien que le traité contienne aussi un certain nombre d'autres dispositions sociales qui ne sont que vaguement liées à ce sujet, mais qui offrent de nombreuses références historiques liées à l'époque du soulèvement juif. Les lois du divorce lui-même, y compris lorsqu'un divorce est autorisé ou même requis, sont discutées dans d'autres traités, à savoir Ketoubot . 
Le mot guett (en hébreu : גט) est considéré comme un mot akkadien et fait généralement référence à un document écrit. 